# Corethrella dicosimoae
Corethrella dicosimoae är en tvåvingeart som beskrevs av Art Borkent 2008. Corethrella dicosimoae ingår i släktet Corethrella och familjen Corethrellidae. Inga underarter finns listade i Catalogue of Life.